# Florența Mihai
Florența Mihai (n. 2 septembrie 1955, București, România – d. 14 octombrie 2015, București, România) a fost o jucătoare de tenis română.

## Carieră
A ajuns între primele opt jucătoare, la simplu, la US Open (1979), dar a făcut parte din echipa de Cupa Federației timp de 6 ediții (dublu alături de Virginia Ruzici), reușind să intre în primele 8 echipe din Grupa Mondială la edițiile din 1983 (Zurich), 1981 (Tokyo), 1980 (Berlin) și 1978 (Melbourne).
A jucat în două finale (simplu și dublu mixt) la turneul de tenis de la Roland Garros în 1977. La simplu a pierdut în fața jucătoarei iugoslave Mima Jaušovec, iar la dublu mixt (împreună cu columbianul Iván Molina) în fața cuplului John McEnroe/ Mary Carillo.
La dublu feminin juca deseori cu Mariana Simionescu.
Multiplă campioană națională la probele de simplu, dublu și dublu mixt (1971-1983), Florența Mihai s-a impus și în multe turnee internaționale, printre altele câștigând proba de dublu a Campionatelor Europene de Seniori (amatori) și medalia de bronz, la simplu, în 1978.
Ca antrenor, Florența Mihai a fost căpitan-nejucător al echipei de Cupa Federației, aproximativ 14 ani, incluzând 3 ediții în Grupa Mondială I și II (1999, 1992 și 1991), a condus echipa României la Jocurile Olimpice de la Barcelona (1992), de la Atlanta (1996) și de la Sydney (2000) și a fost antrenoarea unor jucătoare de top precum Irina Spîrlea - loc 7 mondial, Ruxandra Dragomir- loc 15 mondial și Irina Begu, potrivit frt.ro.

## Onoruri
- Titlul de antrenor emerit[4]
- Ordinul Meritul Sportiv cl. I, 1977 și 1979[4]
- Medalia națională „Serviciul Credincios”  clasa a III-a[4][5]